# Torre del Reloj Khan
La Torre del Reloj Khan fue construida en Colombo, Sri Lanka por la familia Khan de Bombay en la actual India. La Torre del Reloj es un lugar de interés popular y marca la entrada al Mercado de Pettah. La Torre del Reloj fue construida en el siglo XX por la familia de Framjee Bhikhajee Khan. Esta familia Parsi reconocida en Bombay,  también era dueña de la famosa Colombo Oil Mills, así como otros intereses comerciales en Ceilán, como se llamaba entonces la Sri Lanka bajo dominio británico. La torre del reloj también proporcionó una fuente de agua, pero esta ya no funciona.